# Saint-Michel (Charente)
Pour les articles homonymes, voir Saint-Michel.
Saint-Michel est une commune du Sud-Ouest de la France, située dans le département de la Charente (région Nouvelle-Aquitaine).
Peu étendue en surface, elle est située à l'ouest d'Angoulême dont elle fait partie de l'agglomération.
Ses habitants sont les Saint-Michaéliens et les Saint-Michaéliennes, ou les Saint-Mickaëliens et les Saint-Mickaëliennes.

## Géographie

### Localisation et accès
Plus petite commune du Grand Angoulême en superficie, Saint-Michel est située à 4 km à l'ouest d'Angoulême, sur la rive gauche de la Charente.
La N 10 entre Angoulême et Bordeaux limite la commune au sud-est. La D 699, route d'Angoulême à Nersac, Châteauneuf et Jonzac, bifurque de la N 10 à Girac et traverse le bourg d'est en ouest. L'échangeur de Girac, important carrefour, permet d'accéder à la N 10 qui joue aussi le rôle de rocade ouest d'Angoulême, ainsi qu'à la rocade sud et est.
La D 103, de La Couronne à Fléac, traverse aussi le bourg et contourne l'agglomération par l'ouest. La D 72, route de Basseau, d'Angoulême à Linars, traverse le nord de la commune et franchit la Charente. La D 104 qui arrive de Puymoyen et Girac passe au pied du bourg à Puygrelier.
Saint-Michel est aussi desservie par les transports en commun d'Angoulême qui desservent l'agglomération, les lignes no 6 et 7.
Le train ne s'arrête plus à la gare de Saint-Michel-sur-Charente, et la gare la plus proche est celle d'Angoulême (lignes Paris-Bordeaux et Limoges-Saintes-Royan).

### Hameaux et lieux-dits
On trouve le quartier des Saujets (ou Saugets) et des Sicauds à l'ouest, les Brandes au sud, et, au-delà de la gare, le Bois Personnier en haut et le Pont de Basseau en bas, quartier de la papeterie.
L'hôpital de Girac occupe l'extrémité sud de la commune.
Plus près du bourg, on trouve Puygrelier à l'est et les Douhauds à l'ouest.

### Communes limitrophes
|        | Fléac        |           |
| Nersac | Saint-Michel | Angoulême |
|        | La Couronne  |           |

### Géologie et relief
Le terrain communal est calcaire et appartient à la zone du Crétacé du Bassin aquitain.
On trouve toutefois une minuscule zone de Jurassique supérieur (Portlandien) sur le bord de la vallée de la Charente aux Saujets.
Le calcaire crétacé occupant les plateaux date du Cénomanien, avec une petite zone de Turonien inférieur (appelé aussi Ligérien) au sud-est de la commune.
Les fonds des vallées (Charraud, Eaux Claires et Charente) sont occupés par des alluvions récentes, du Quaternaire. On trouve des alluvions plus anciennes et plus en hauteur à Basseau,,.
La commune occupe un plateau bas sur la rive gauche de la Charente et dans sa vallée, entrecoupé par les vallées de la Charraud au sud et des Eaux Claires au nord, formant un promontoire sur lequel le bourg est construit, prolongeant le plateau de la Tourette situé à l'extérieur de la commune au sud-est. Le point culminant de la commune est à une altitude de 62 m, situé en limite de commune près de Girac. Le point le plus bas est à 25 m, situé le long de la Charente. Le bourg est à environ 52 m d'altitude.

### Hydrographie

#### Réseau hydrographique

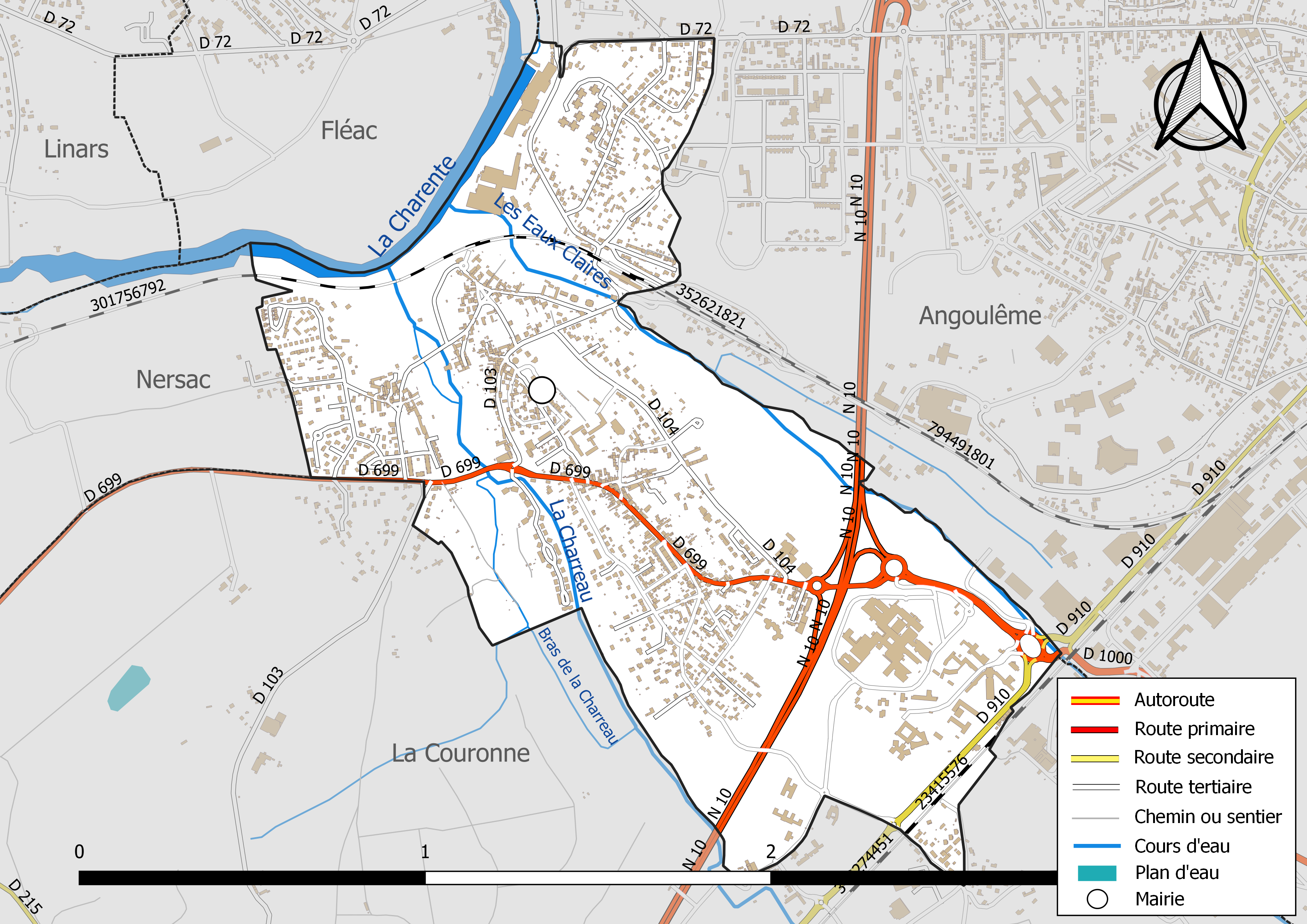
Réseaux hydrographique et routier de Saint-Michel.

La commune est située dans le bassin versant de la Charente au sein du Bassin Adour-Garonne. Elle est drainée par la Charreau, les Eaux Claires, et par un petit cours d'eau, qui constituent un réseau hydrographique de 4 km de longueur totale,.
La commune est située sur la rive gauche de la Charente en aval d'Angoulême, et elle est traversée par les Eaux Claires au nord, et la Charreau au sud, qui se jettent dans la Charente à l'ouest.

#### Gestion des eaux
Le territoire communal est couvert par le schéma d'aménagement et de gestion des eaux (SAGE) « Charente ». Ce document de planification, dont le territoire correspond au bassin de la Charente, d'une superficie de 9 300 km2, a été approuvé le 19 novembre 2019. La structure porteuse de l'élaboration et de la mise en œuvre est l'établissement public territorial de bassin Charente. Il définit sur son territoire les objectifs généraux d’utilisation, de mise en valeur et de protection quantitative et qualitative des ressources en eau superficielle et souterraine, en respect des objectifs de qualité définis dans le troisième SDAGE  du Bassin Adour-Garonne qui couvre la période 2022-2027, approuvé le 10 mars 2022.

### Climat
Comme dans les trois quarts sud et ouest du département, le climat est océanique aquitain, et semblable à celui de la ville de Cognac où est située la station météorologique départementale.
| Mois                              | jan. | fév.  | mars  | avril | mai   | juin  | jui.  | août  | sep.  | oct. | nov. | déc. | année   |
| --------------------------------- | ---- | ----- | ----- | ----- | ----- | ----- | ----- | ----- | ----- | ---- | ---- | ---- | ------- |
| Température minimale moyenne (°C) | 2    | 2,8   | 3,8   | 6,2   | 9,4   | 12,4  | 14,4  | 14    | 12,1  | 8,9  | 4,7  | 2,6  | 7,8     |
| Température moyenne (°C)          | 5,4  | 6,7   | 8,5   | 11,1  | 14,4  | 17,8  | 20,2  | 19,7  | 17,6  | 13,7 | 8,6  | 5,9  | 12,5    |
| Température maximale moyenne (°C) | 8,7  | 10,5  | 13,1  | 15,9  | 19,5  | 23,1  | 26,1  | 25,4  | 23,1  | 18,5 | 12,4 | 9,2  | 17,7    |
| Ensoleillement (h)                | 80   | 103,9 | 153,3 | 184,5 | 204,9 | 239,6 | 276,4 | 248,3 | 199,4 | 159  | 96,8 | 78,8 | 2 024,9 |
| Précipitations (mm)               | 80,4 | 67,3  | 65,9  | 68,3  | 71,6  | 46,6  | 45,1  | 50,2  | 59,2  | 68,6 | 79,8 | 80   | 783,6   |

## Urbanisme

### Typologie
Au 1er janvier 2024, Saint-Michel est catégorisée ceinture urbaine, selon la nouvelle grille communale de densité à 7 niveaux définie par l'Insee en 2022.
Elle appartient à l'unité urbaine d'Angoulême, une agglomération intra-départementale dont elle est une commune de la banlieue,. Par ailleurs la commune fait partie de l'aire d'attraction d'Angoulême, dont elle est une commune de la couronne,. Cette aire, qui regroupe 94 communes, est catégorisée dans les aires de 50 000 à moins de 200 000 habitants,.

### Occupation des sols
L'occupation des sols de la commune, telle qu'elle ressort de la base de données européenne d’occupation biophysique des sols Corine Land Cover (CLC), est marquée par l'importance des territoires artificialisés (79,2 % en 2018), en augmentation par rapport à 1990 (70,5 %). La répartition détaillée en 2018 est la suivante : 
zones urbanisées (62,4 %), zones agricoles hétérogènes (14,1 %), zones industrielles ou commerciales et réseaux de communication (11,3 %), espaces verts artificialisés, non agricoles (5,6 %), prairies (5,6 %), forêts (1,1 %). L'évolution de l’occupation des sols de la commune et de ses infrastructures peut être observée sur les différentes représentations cartographiques du territoire : la carte de Cassini (XVIIIe siècle), la carte d'état-major (1820-1866) et les cartes ou photos aériennes de l'IGN pour la période actuelle (1950 à aujourd'hui).

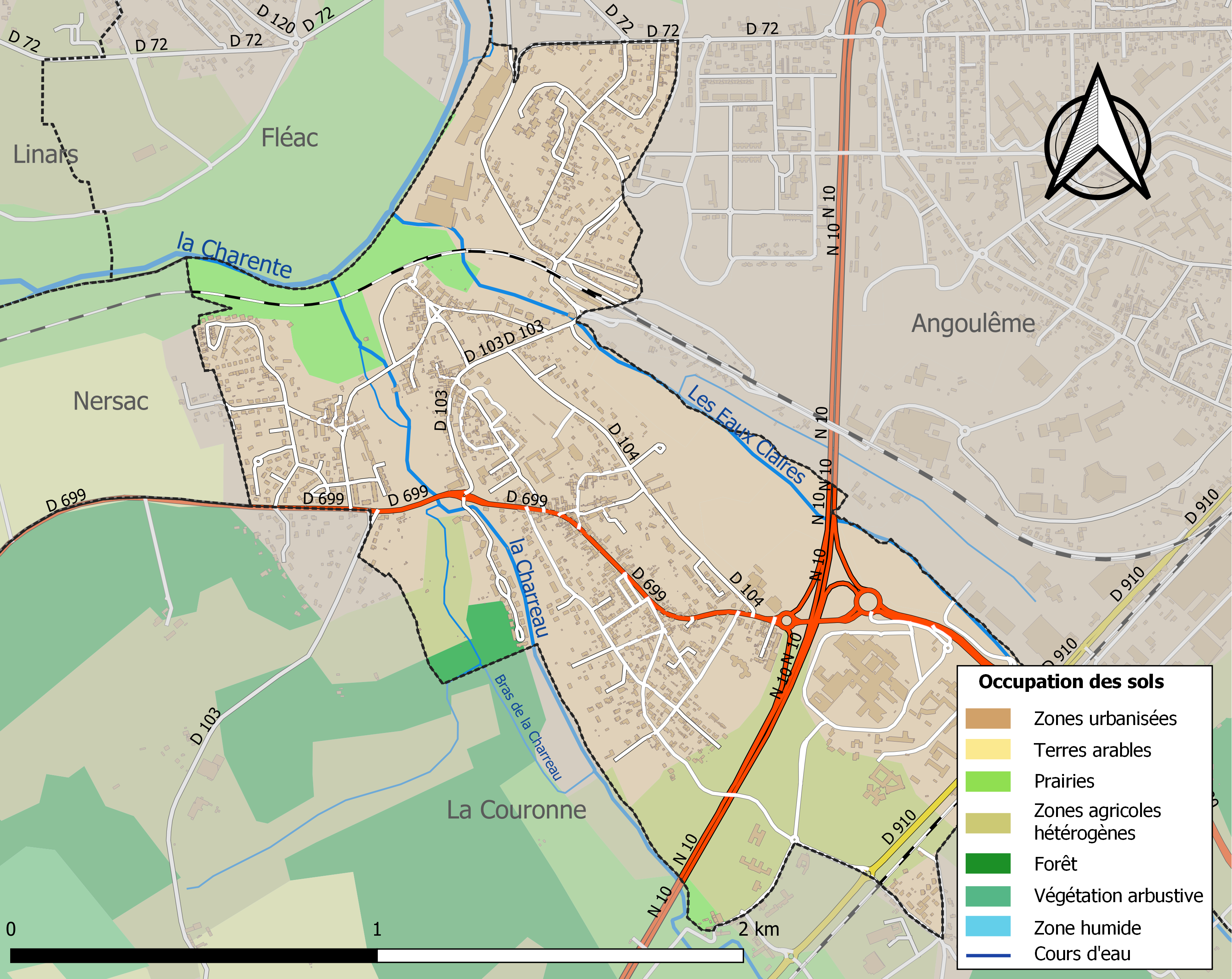
Carte des infrastructures et de l'occupation des sols de la commune en 2018 (CLC).

### Risques majeurs
Le territoire de la commune de Saint-Michel est vulnérable à différents aléas naturels : météorologiques (tempête, orage, neige, grand froid, canicule ou sécheresse), inondations, mouvements de terrains et séisme (sismicité faible). Il est également exposé à un risque technologique,  le transport de matières dangereuses. Un site publié par le BRGM permet d'évaluer simplement et rapidement les risques d'un bien localisé soit par son adresse soit par le numéro de sa parcelle.

#### Risques naturels
La commune fait partie du territoire à risques importants d'inondation (TRI) Saintes-Cognac-Angoulême, regroupant 46 communes concernées par un risque de débordement du fleuve Charente (34 en Charente et 12 en Charente-Maritime), un des 18 TRI qui ont été arrêtés fin 2012 sur le bassin Adour-Garonne. Les événements antérieurs à 2014 les plus significatifs sont les crues de l'hiver 1779, de 1842, de 1859, du 9 décembre 1882 du 19 février 1904, du 10 janvier 1961, de mars-avril 1962, du 24 décembre 1982 et du 8 janvier 1994. Des cartes des surfaces inondables ont été établies pour trois scénarios : fréquent (crue de temps de retour de 10 ans à 30 ans), moyen (temps de retour de 100 ans à 300 ans) et extrême (temps de retour de l'ordre de 1 000 ans, qui met en défaut tout système de protection). La commune a été reconnue en état de catastrophe naturelle au titre des dommages causés par les inondations et coulées de boue survenues en 1982, 1983, 1993 et 1999,.

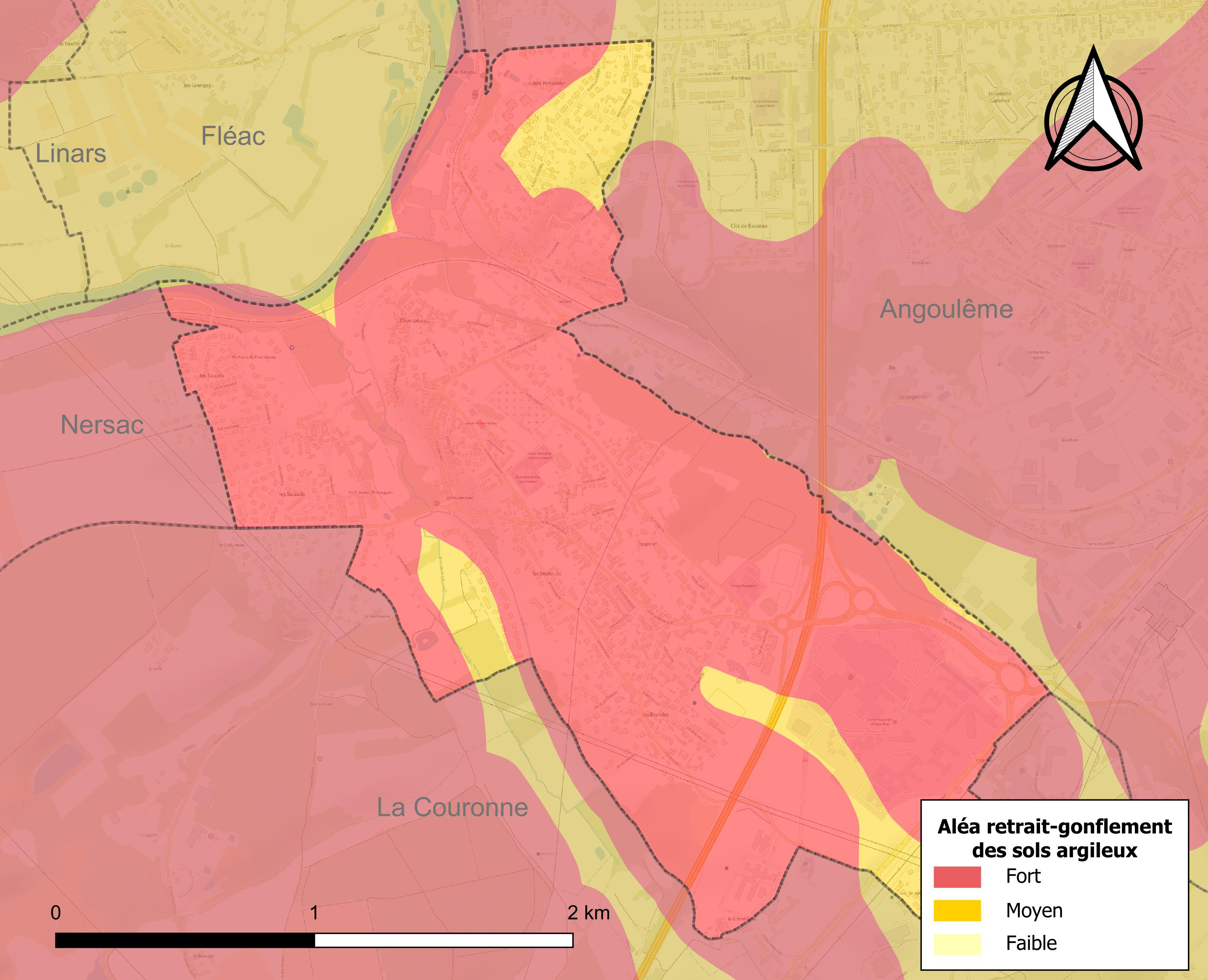
Carte des zones d'aléa retrait-gonflement des sols argileux de Saint-Michel.

Les mouvements de terrains susceptibles de se produire sur la commune sont des éboulements, chutes de pierres et de blocs.
Le retrait-gonflement des sols argileux est susceptible d'engendrer des dommages importants aux bâtiments en cas d’alternance de périodes de sécheresse et de pluie. La totalité de la commune est en aléa moyen ou fort (67,4 % au niveau départemental et 48,5 % au niveau national). Sur les 1 166 bâtiments dénombrés sur la commune en 2019,  1 166 sont en aléa moyen ou fort, soit 100 %, à comparer aux 81 % au niveau départemental et 54 % au niveau national. Une cartographie de l'exposition du territoire national au retrait gonflement des sols argileux est disponible sur le site du BRGM,.
Par ailleurs, afin de mieux appréhender le risque d’affaissement de terrain, l'inventaire national des cavités souterraines permet de localiser celles situées sur la commune.
Concernant les mouvements de terrains, la commune a été reconnue en état de catastrophe naturelle au titre des dommages causés par la sécheresse en 1989, 1991, 2003 et 2011 et par des mouvements de terrain en 1999.

#### Risques technologiques
Le risque de transport de matières dangereuses sur la commune est lié à sa traversée par une ou des infrastructures routières ou ferroviaires importantes ou la présence d'une canalisation de transport d'hydrocarbures. Un accident se produisant sur de telles infrastructures est susceptible d’avoir des effets graves sur les biens, les personnes ou l'environnement, selon la nature du matériau transporté. Des dispositions d’urbanisme peuvent être préconisées en conséquence.

## Toponymie
Les formes anciennes, en latin, sont Inter duas Aquas en 1110 ; Sanctus Michael inter aquas en 1297, Sanctus Michael en 1405.
C'est l'archange Michel qui a donné son nom à la paroisse. Sous la Révolution, la commune est créée et prend le nom de la paroisse. En 1793, à la suite d'un décret incitant au changement de nom des communes françaises, Saint-Michel s'est appelé Michel d'Antraigue.
Du fait de sa position entre trois cours d'eau, la commune s'appelle aussi Saint-Michel-d'Entraigues, ou Saint-Michel-d'Entraygues,.

## Histoire
L'existence de vestiges préhistoriques atteste l'ancienneté de l'occupation humaine.
De l'époque gallo-romaine, une ancienne villa dont les vestiges ont été retrouvés au XIXe siècle surplombait le pont de Basseau.
Près du pont de Basseau actuel, un peu en aval, une ancienne voie supposée romaine reliant Angoulême à Cognac et Saintes appelée plus tard le chemin des Anglais traversait la Charente par un pont en bois dont on pouvait voir encore quelques piles au XIXe siècle lorsque les eaux étaient basses.
L'ancien port d'Angoulême, situé sur la rive gauche un peu en amont du pont de Basseau, est supposé d'origine antique.
L'église de Saint-Michel est une église-refuge construite en 1137 par le fondateur de l'abbaye de La Couronne pour accueillir les pèlerins sur la route de Compostelle,.
Au cours du Moyen Âge, Saint-Michel se trouvait en effet sur un itinéraire transversal est-ouest et un itinéraire secondaire nord-sud de la via Turonensis fréquentés par les pèlerins qui allaient au sanctuaire de Saint-Jacques-de-Compostelle mais aussi aux reliques de saint Eutrope à Saintes depuis le Limousin et le Périgord.
Les moulins à papier datent du XVIIe siècle. Ainsi au moulin du Petit Saint-Michel, le moulin à papier, construit en 1644, fut entièrement reconstruit en 1747 pour Sazerac de Forge.
Le moulin à papier de Chantoiseau, mentionné en 1656, devient à la fin du XIXe siècle, une annexe à la papeterie de Basseau.
L'usine à papier du Martinet, situé sur la Charreau, a fait suite au moulin à papier de la fin du XVIIIe siècle construit par la famille Sazerac de Forge. Il a été transformé en usine à papier en 1837 et employait 200 personnes en 1846. L'activité a continué jusque vers 1960. L'usine appartenait au début du XXe siècle à Alamigeon frères. L'ancien moulin devait son nom à une fabrique de chaudronnerie située à son emplacement, dans laquelle les pièces de cuivre étaient battues par un énorme marteau mû par la force de l'eau.

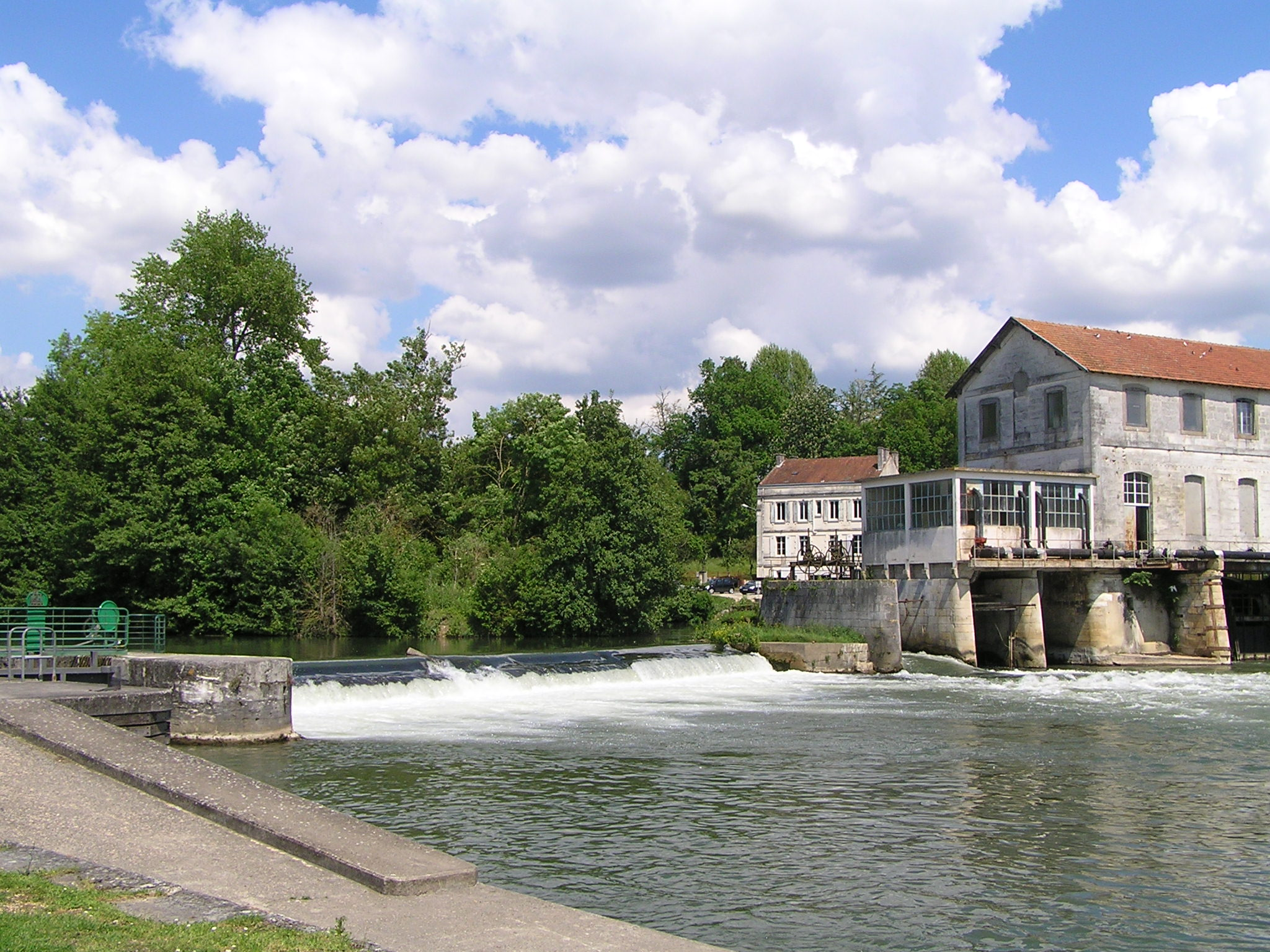
L'écluse de Basseau sur la Charente à Saint-Michel.

Un des quatre moulins à blé de Basseau est transformé en annexe de la papeterie du Martinet par Laroche frère, en 1857, puis devient à partir de 1888 l'usine à papier Laroche-Joubert qui est rachetée en 1988, par Godard de Cognac, et transformée en cartonnerie. En 1885, ces quatre moulins à blé de Basseau sont l'objet d'un essai de transformation en usine de pâte de bois.
Le Grand-Girac était aussi une papeterie, à cheval sur la commune de La Couronne.
La ligne d'Angoulême à Cognac et Saintes a été mise en service en 1867, desservant la commune par une gare. Elle a appartenu d'abord à la Compagnie des Charentes, puis à l'État en 1878, et la SNCF en 1938. Elle écoulait les produits des papeteries, qui étaient acheminés auparavant par le fleuve et les deux routes, de Châteauneuf et de Bordeaux.
Au tout début du XXe siècle, il y avait aussi une fabrique de sabots au Petit Saint-Michel. À cette époque, la poudrerie d'Angoulême a été reliée par un embranchement à la gare de Saint-Michel, ce qui lui a donné un nouvel essor.
La Colonie était une suite de maisons, construites au bord de la route de Bordeaux par les soins de la famille Laroche-Joubert, servant de logements aux ouvriers de leur usine de l'Escalier. Pendant la première moitié du XXe siècle, l'Escalier était aussi desservi par une halte sur la petite ligne ferroviaire d'intérêt local à voie métrique des Chemins de fer économiques des Charentes allant d'Angoulême à Blanzac appelée le Petit Mairat, qui longeait plus ou moins la route de Bordeaux jusqu'à La Couronne.
Le Petit-Girac appartenait à un philanthrope angoumoisin, M. Leclerc-Chauvin, qui à sa mort, en fit don à la ville d'Angoulême, sous la condition qu'elle en ferait une annexe de l'hôpital. Elle a alors été transformée en maison de retraite,.

## Politique et administration

### Liste des maires
| Période                                  | Période  | Identité           | Étiquette | Qualité |
| ---------------------------------------- | -------- | ------------------ | --------- | --- |
| 1925                                     | 1938     | Honoré Marquais    |           | |
| Les données manquantes sont à compléter. |          |                    |           | |
| 1947                                     | 1983     | André Compain      | FGDS      | Chef de culture |
| 1983                                     | 1995     | Michel Beaudut     |           | |
| 1995                                     | 2008     | Jean Bougette      | PS        | Cadre de l'Industrie Retraité                                                                                           |
| 2008                                     | En cours | Fabienne Godichaud | DVG       | Professeure des écoles Conseillère départementale de La Couronne (2015 → ) Vice-présidente du Grand Angoulême (2017 → ) |
| Les données manquantes sont à compléter. |          |                    |           | |

## Démographie

### Évolution démographique
L'évolution du nombre d'habitants est connue à travers les recensements de la population effectués dans la commune depuis 1793. Pour les communes de moins de 10 000 habitants, une enquête de recensement portant sur toute la population est réalisée tous les cinq ans, les populations de référence des années intermédiaires étant quant à elles estimées par interpolation ou extrapolation. Pour la commune, le premier recensement exhaustif entrant dans le cadre du nouveau dispositif a été réalisé en 2004.

En 2022, la commune comptait 3 220 habitants, en évolution de −0,43 % par rapport à 2016 (Charente : −0,48 %, France hors Mayotte : +2,11 %).
| 1793 | 1800 | 1806 | 1821 | 1831 | 1841 | 1846 | 1851 | 1856 |
| ---- | ---- | ---- | ---- | ---- | ---- | ---- | ---- | ---- |
| 391  | 501  | 346  | 491  | 491  | 591  | 569  | 519  | 553  |

| 1861 | 1866 | 1872 | 1876 | 1881 | 1886  | 1891  | 1896  | 1901  |
| ---- | ---- | ---- | ---- | ---- | ----- | ----- | ----- | ----- |
| 676  | 782  | 773  | 882  | 985  | 1 068 | 1 302 | 1 311 | 1 246 |

| 1906  | 1911  | 1921  | 1926  | 1931  | 1936  | 1946  | 1954  | 1962  |
| ----- | ----- | ----- | ----- | ----- | ----- | ----- | ----- | ----- |
| 1 209 | 1 262 | 1 296 | 1 368 | 1 534 | 1 769 | 1 960 | 1 849 | 2 305 |

| 1968  | 1975  | 1982  | 1990  | 1999  | 2004  | 2006  | 2009  | 2014  |
| ----- | ----- | ----- | ----- | ----- | ----- | ----- | ----- | ----- |
| 2 702 | 2 846 | 3 238 | 3 125 | 2 960 | 3 113 | 3 055 | 3 133 | 3 261 |

| 2019  | 2022  | - | - | - | - | - | - | - |
| ----- | ----- | - | - | - | - | - | - | - |
| 3 218 | 3 220 | - | - | - | - | - | - | - |

Saint-Michel a bénéficié de l'industrialisation et sa population a augmenté à partir de 1851.

### Pyramide des âges
La population de la commune est relativement âgée.
En 2018, le taux de personnes d'un âge inférieur à 30 ans s'élève à 29,1 %, soit en dessous de la moyenne départementale (30,2 %). À l'inverse, le taux de personnes d'âge supérieur à 60 ans est de 37,4 % la même année, alors qu'il est de 32,3 % au niveau départemental.
En 2018, la commune comptait 1 451 hommes pour 1 772 femmes, soit un taux de 54,98 % de femmes, largement supérieur au taux départemental (51,59 %).
Les pyramides des âges de la commune et du département s'établissent comme suit.
| Hommes | Classe d’âge | Femmes |
| ------ | ------------ | ------ |
| 2,5    | 90 ou +      | 6,4    |
| 12,2   | 75-89 ans    | 16,7   |
| 18,9   | 60-74 ans    | 17,5   |
| 18,3   | 45-59 ans    | 17,5   |
| 16,6   | 30-44 ans    | 14,9   |
| 17,4   | 15-29 ans    | 13,4   |
| 14,1   | 0-14 ans     | 13,7   |

| Hommes | Classe d’âge | Femmes |
| ------ | ------------ | ------ |
| 1      | 90 ou +      | 2,7    |
| 9,2    | 75-89 ans    | 12     |
| 20,6   | 60-74 ans    | 21,3   |
| 20,7   | 45-59 ans    | 20,3   |
| 16,8   | 30-44 ans    | 16     |
| 15,6   | 15-29 ans    | 13,4   |
| 16,1   | 0-14 ans     | 14,3   |

## Équipements, services et vie locale

### Enseignement
Le collège d'enseignement secondaire Puygrelier regroupe 515 élèves de la 6e à la 3e répartis dans 19 classes (en 2011),.
Saint-Michel possède une école élémentaire, Louis-Pasteur, comprenant six classes, et une école maternelle, Charles-Perrault.

### Santé
- Le centre hospitalier d'Angoulême est situé au sud-est de la commune, à Girac.

## Jumelages
- Durach (Allemagne) depuis 1981.

## Culture locale et patrimoine

### Patrimoine religieux
L'église Saint-Michel est un édifice roman du XIIe siècle de forme octogonale, entouré de huit absidioles ouvrant sur la rotonde. La date de la construction est connue par un document de l'abbaye de La Couronne. Elle est dédiée en 1137 « en l'honneur et pour la gloire de Dieu et de la Vierge Marie, afin d'accueillir les pauvres du Christ ». Elle est désignée comme église paroissiale dès la fin du XIIIe siècle. À la suite des troubles des guerres de Religion, la voûte s'effondre au début du XVIIe siècle. L'église, réduite à son rez-de-chaussée, est couverte d'une simple charpente vers 1644. Elle est classée monument historique sur la première liste de 1840 et restaurée par l'architecte Paul Abadie de 1848 à 1853. Dès 1852, elle est à nouveau consacrée. L'ensemble de l'étage des baies hautes et de la coupole de 13 mètres de diamètre, à huit pans, surmontée d'un lanternon, furent créés par Abadie, selon ses conceptions de l'architecture romane, sans rapport avec l'élévation originelle, beaucoup plus simple, que l'archéologie permet d'envisager. Il est aussi intervenu sur les sculptures du niveau des absidioles.
Le tympan roman du portail présente saint Michel terrassant le dragon.
Un clocher séparé est érigé en 1898, puis remplacé par l'actuel au début du XXe siècle.
Une tradition du XIXe siècle y vit un refuge pour les pèlerins se rendant à Saint-Jacques-de-Compostelle, par confusion avec un relais qui se trouvait en face de l'église, détruit au XIXe siècle[réf. nécessaire].

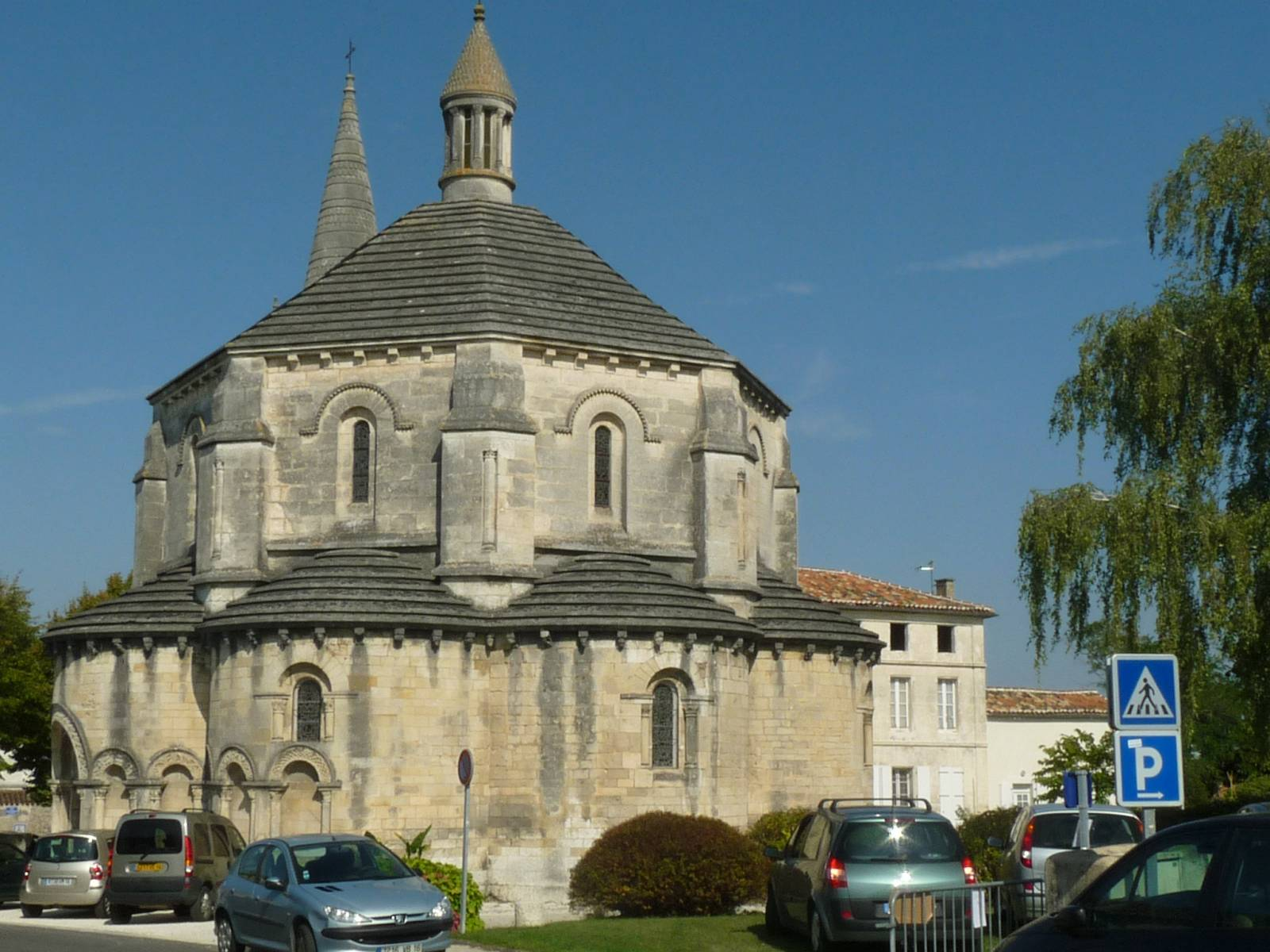
L'église de Saint-Michel
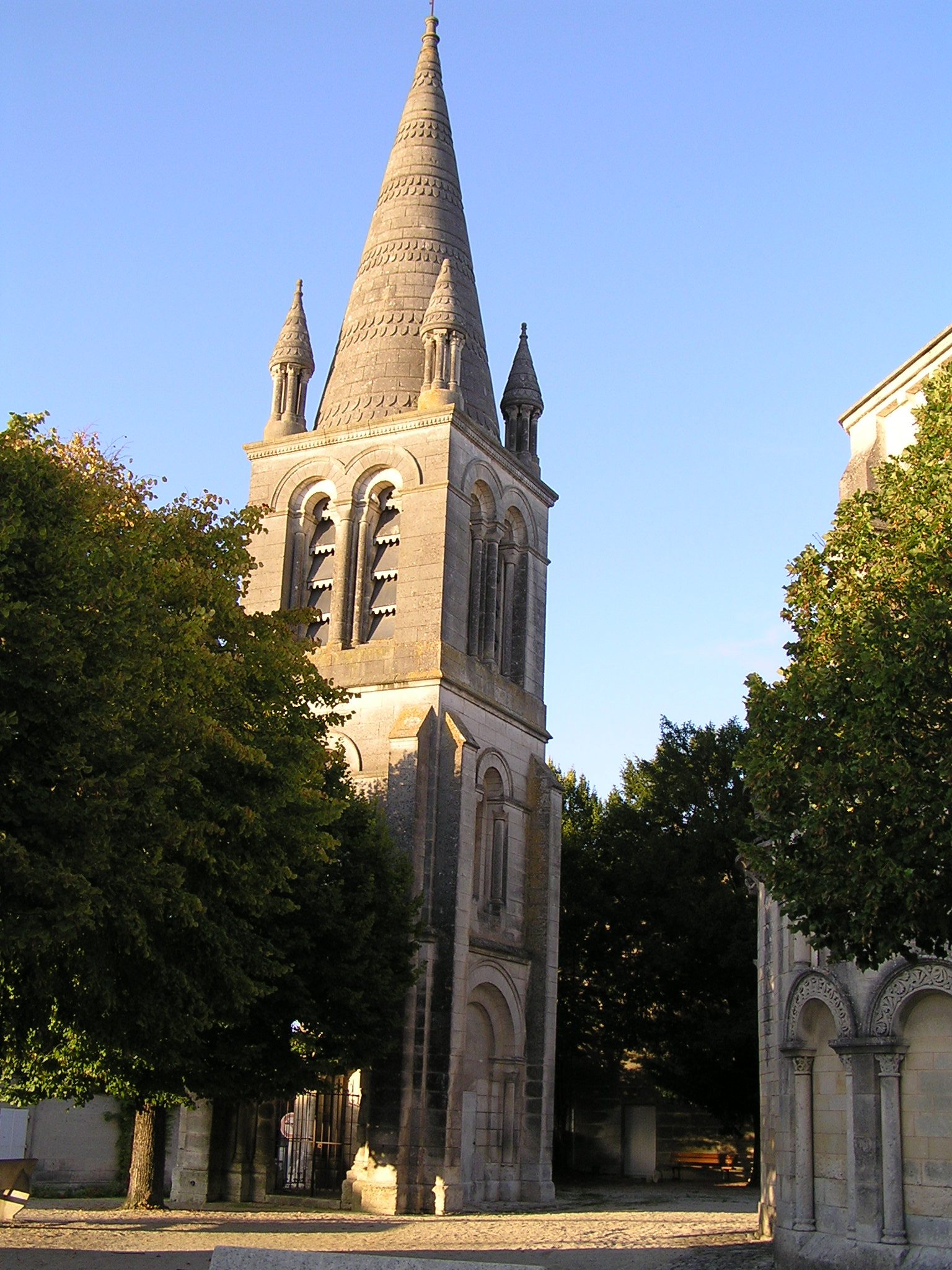
Le clocher séparé de l'église

### Patrimoine civil
Le logis de Puygrelier possède une tour carrée avec échauguette en encorbellement qui est sa partie la plus ancienne et date du XVIe siècle Le logis a été très remanié depuis.

### Personnalités liées à la commune
- Gil Roland, acteur français décédé à Saint-Michel (1902-1967).
- Paul Lerme (1902-1978), coureur cycliste y est décédé le 23 avril 1978
- Vincent Zouaoui-Dandrieux, athlète de steeple français y est né le 12 octobre 1980 (44 ans)[Note 5].
- François Gabart, navigateur français y est né le 23 mars 1983 (41 ans)[Note 5].
- Josseline Gaël, actrice française y est décédée le 10 août 1995.

### Héraldique
| Blason de Saint-Michel | Blason  | Écartelé : au 1er et au 4e d’azur aux trois fasces ondées d’argent, au 2e et au 3e de gueules au rouleau à papier d’argent, le tout sommé d’un chef d’or à saint Michel terrassant un dragon, le tout soudé d’argent. DeviseInter aquas civium virtutibus (D'entre les eaux, mérite des vertus civiques). |
| Blason de Saint-Michel | Détails | Création Michel Beaudut. |